# Ulica Piekarska w Bytomiu
Ulica Piekarska w Bytomiu (dawniej niem. Piekarerstraße, później Poststraße)– jedna z ulic w bytomskiej dzielnicy Śródmieście, wzdłuż której biegną tory tramwajowe. Biegnie od skrzyżowania z ulicą Sądową i pl. Tadeusza Kościuszki, przez starą część Bytomia, do skrzyżowania z ul. Słoneczną i ul Kwiatową. Jej fragmentem przebiega szlak turystyczny „Spacer po starym mieście w Bytomiu”.

## Historia
23 listopada 1913 wzdłuż ulicy uruchomiono połączenie tramwajowe na trasie Bytom Rynek - Guttenbergstraße (dzisiejsza ulica Powstańców Śląskich), na końcu którego zbudowano zajezdnię tramwajową. Obsługiwała ona połączenia do Pl. Inwalidów Wojennych (dzisiejszy Rynek), kopalni Orzeł Biały oraz Brzezin Śląskich.
W 1960 unieruchomiono ją na skutek szkód górniczych, sam teren zajezdni później służył jako plac postojowy dla PKM Bytom. W 1979 zawieszono ruch tramwajowy na ulicy Piekarskiej. 10 lutego 1982 ruch przywrócono na skutek interwencji mieszkańców, przy wykorzystaniu faktu że od momentu zawieszenia nie rozebrano torów.
Wraz z przywróceniem ruchu uruchomiono tramwaj linii 38, na trasie Bytom Powstańców Śląskich - Bytom Kościół Św. Trójcy i obsługiwany zabytkowym taborem typu N. Trasa wynosiła 1350 metrów, polskie portale informacyjne nazywały ją najkrótszą linią tramwajową w Polsce. Do 27 sierpnia 2010 miała ona cztery przystanki. W okresie 28 sierpnia - 9 października 2010 kursowanie linii było wstrzymane, z powodu prac torowych związanych z budową centrum handlowego Agora Bytom. 9 października 2010 uruchomiono też nowy, piąty, przystanek na trasie tramwaju.
Od 7 września 2013 do 7 września 2019 na trasie tramwaju organizowana była coroczna impreza "Blues Bana", której pomysłodawcą jest Krzysztof Wydro. 4 września 2021, po braku edycji w 2020 z powodu pandemii COVID-19, impreza pierwszy raz została zorganizowana on-line.
10 lutego 2020 zorganizowano 38. urodziny linii tramwajowej 38. 14 marca 2020 kursowanie linii 38 zostało zawieszone, z powodu ograniczeń komunikacyjnych związanych z pandemią COVID-19. Przywrócono ją 9 lipca 2020, wraz z debiutem nowego tramwaju Moderus Beta MF 11 AC BD. Po godzinie 11 zorganizowano symboliczną zmianę warty.

### Modernizacja w latach 2022–2023
3 września 2021 Tramwaje Śląskie ogłosiły przetarg na modernizację ulicy, w trybie "projektuj i buduj". Założenia modernizacji obejmowały przebudowę całej ulicy wraz z torowiskiem, infrastruktury podziemnej, wybudowanie ścieżki rowerowej czy nowych platform przystankowych, w tym tzw. przystanki wiedeńskie. Wybudowane miały zostać nowe relacje skrętne, mające umożliwić wydłużenie trasy tramwaju do Placu Sikorskiego. Umowę podpisano 2 lutego 2022 z firmą Eurovia Polska.
2 lipca 2022 do obsługi linii 38 przywrócono historyczny wagon typu N. Był to ukłon w stronę miłośników komunikacji tramwajowej, którym dano możliwość wykonania ostatnich pamiątek przed zawieszeniem ruchu tramwajowego. 22 lipca 2022 zorganizowano plener fotograficzny pod hasłem "Ostatni taki dzień", połączony z ostatnim dniem kursowania tramwaju linii 38 w formie niezmienionej od początku jej istnienia.
23 lipca 2022 zawieszono ruch tramwajów. w zamian uruchomiono komunikację zastępczą T-38 na trasie okrężnej Bytom Kościół Św. Trójcy, przez przystanki Skwer Bartosika, Cmentarz Mater Dolorosa, Powstańców Śląskich, Rudzkiego, Szpital Nr 1, Chrobrego. Rozpoczęto też pierwsze prace przy przebudowie ulicy, dla ruchu kołowego zamknięto odcinek od ulicy Piłsudskiego do Alei Legionów. 1 września 2022 wykonawca rozszerzył plac budowy o odcinek od skrzyżowania z ulicą Grottgera do granicy kontraktu na wysokości terenu dawnej zajezdni tramwajowej. 25 października 2022 opublikowano komunikat dotyczący stanu aktualnie prowadzonych modernizacji torowisk w Bytomiu. Wykonawca był w trakcie budowy rozjazdu, będącego elementem nowej relacji skrętnej z ul. Piekarskiej w Sądową, oraz przebudowy sieci podziemnych na zajętych dotychczas fragmentach ulicy. 12 listopada 2022 zamknięto odcinek pomiędzy ulicami Grottgera i Aleją Legionów. 9 stycznia 2023 zamknięto odcinek od ulicy Piłsudskiego do Sądowej. 3 marca 2023 miasto udostępniło kolejny raport stanu modernizacji. Wykonawca był w trakcie montażu pierwszych szyn, oraz przebudowy instalacji podziemnych na całej długości zakresu prac. 31 marca 2023 wykonawca w trakcie prac ziemnych odkrył kilkumetrowy odcinek drewnianego wodociągu, pochodzącego prawdopodobnie z XIX wieku. Próbki drewna pobrane przez archeologa trafiły na dalsze badania do laboratorium Uniwersytetu Jagiellońskiego. 8 maja 2023 kolejnym odkryciem na placu budowy był niewybuch. 31 maja 2023 opublikowano kolejny raport. Wykonawca miejscami był w trakcie prac brukarskich, w 85% zrealizował montaż słupów trakcyjno-oświetleniowych. Trwały też prace związaniem z wykonaniem warstwy stabilizującej pod konstrukcję drogową. Ogłoszono też rozszerzenie zakresu prac o dobudowę kanalizacji deszczowej na odcinku od ul. Prusa do Żeromskiego. 6 lipca 2023 podano do wiadomości, że wykonawca zakończył prace przy sieci wodociągowej i teletechnicznej. Oraz że kontynuuje prace przy przebudowie chodników, dojazdów do posesji oraz przy słupach sieci trakcyjnej. 9 sierpnia 2023 wykonawca asfaltował kolejne odcinki ulicy, oraz przebudowywał kolejne skrzyżowania. Wybudowano też dwutorową krańcówkę w pobliżu dawnej zajezdni tramwajowej. 2 października 2023 opublikowano kolejny raport, wybudowano nowe perony wiedeńskie przy cmentarzu Mater Dolorosa, wykonano kolejne instalacje sygnalizacji świetlnej oraz oświetlenia ulicznego. Zapowiedziano też pierwsze przejazdy techniczne, po 20 października. 24 października 2023 odbyły się przejazdy techniczne po nowym torowisku w ulicy. Testy wypadły pomyślnie. 27 października 2023 zorganizowano spotkanie z mediami na zmodernizowanej ulicy, celem podsumowania przeprowadzonej inwestycji.
28 października 2023 wznowiono ruch tramwajów po ulicy, likwidując tym samym linię zastępczą T-38. Linia 38 rozpoczęła kursowanie na nowej wydłużonej trasie do Placu Sikorskiego, w dni robocze obsługiwane wyłącznie taborem niskopodłogowym a w weekendy z zabytkowym taborem typu N w co drugim kursie. Długość linii uległa zmianie w zależności od kierunku. Od pętli Plac Sikorskiego do krańcówki Powstańców Śląskich odległość wynosi 1750 metrów, z Powstańców Śląskich do Placu Sikorskiego 2250 metrów. 12 listopada 2023 przywrócono ruch samochodów na ulicy, wraz z wdrożeniem docelowej organizacji ruchu. Wiązała się ona między innymi z wprowadzeniem ruchu jednokierunkowego od skrzyżowania z ulicą Piłsudskiego do skrzyżowania z ulicą Wrocławską.  

## Obiekty i instytucje
Przy ulicy znajdują się następujące historyczne obiekty:
- budynek Sądu Rejonowego (ul. Piekarska 1), wzniesiony w 2. połowie XIX wieku w stylu renesansu północnego (wpis do rejestru zabytków obejmuje budynek w obrysie murów zewnętrznych; nr rej.: A/579/2019 z dn. 21 listopada 2019[60]);
- kościół parafialny pw. Świętej Trójcy (ul. Piekarska 6), wzniesiony w latach 1883–1886, wpisany do rejestru zabytków 12 czerwca 1987 (nr rej.: A1345/24[61]); obiekt wybudowano w stylu neogotyckim (według projektu architekta Paula Jackischa) przez mistrza murarskiego Alberta Klehra;
- gmach poczty głównej (ul. Piekarska 6−12), wybudowany w latach 1906–1909 według projektu Ewalda von Rechenberga – architekta Cesarskiej Poczty Rzeszy (kierownicy budowy: Karl Fischer, Otto Pein z Wrocławia) w stylu neorenesansu północnego (francuskiego), wpisany do rejestru zabytków 18 września 1992 (nr rej.: A/1498/24[62], granice ochrony obejmują budynek wraz z najbliższym otoczeniem w ramach ogrodzenia);
- cmentarz „Mater Dolorosa” (duży, ul. Piekarska 71), pochodzący z drugiej połowy XIX wieku, wpisany do rejestru zabytków 26 listopada 1987 (nr rej.: 1354); zespół cmentarza obejmuje:
  - układ przestrzenny w granicach ogrodzenia;
  - kaplicę cmentarną,
  - mauzoleum Goetzlerów,
  - mauzoleum Hakuby,
  - kaplicę grobową Garusów,
  - kaplicę Schastoków,
  - murowano-metalowe ogrodzenie z bramą;
  - starodrzew w obrębie założenia cmentarnego;
  - dom pogrzebowy (ul. Piekarska 99), wybudowany w 1933, wpisany osobno do rejestru zabytków 30 marca 2010 (nr rej.: A/300/10);
- cmentarz „Mater Dolorosa” II (mały, ul. Piekarska 75), oddany do użytku w 1886;
- nowy cmentarz żydowski z pomnikiem – Ścianą Pamięci (ul. Piekarska 56); cmentarz założono w 1866[63].

Przy ul. Piekarskiej swoją siedzibę mają: firmy handlowo-usługowe, Sąd Rejonowy w Bytomiu (ul. Piekarska 1).